# Kathleen Aerts
Kathleen Aerts (née le 18 juin 1978 à Geel, Belgique) est une chanteuse belge néerlandophone, actrice et présentatrice connue comme l'ancienne chanteuse dans le groupe de filles populaire K3.

## Carrière
De 1998 à 2009, Kathleen Aerts était membre du groupe K3. En 2009, elle décide de quitter le groupe pour entamer une carrière solo. Son premier titre solo est Zumba Yade, écrit en partenariat avec l'Unicef, à qui elle reverse une partie des recettes des ventes. Elle a vendu plus de 10 000 CD en Belgique et aux Pays-Bas. En 2010, elle sort l'album 'Kathleen In Symfonie' qui reprend des chansons néerlandophones populaires, puis en 2013 Vlinders (Papillons) comportant des musiques de type pop.
Depuis 2007, une statue de cire Kathleen Aerts est exposée au musée Madame Tussauds à Amsterdam.

## Livres
- 2009: Mijn leven als K1
- 2015 : Voor Altijd Mijn Mama

## Albums
- 1998 : Sneeuwwitje
- 2002 : Doornroosje
- 2003 : De drie biggetjes
- 2005 : De kleine zeemeermin

## Films
| Film       | Film                                      | Film                      | Film       |
| Année      | Film                                      | Role                      | Notes      |
| ---------- | ----------------------------------------- | ------------------------- | ---------- |
| 2002       | K3 in Zwitserland                         | Elle-même                 |            |
| 2003       | K3 in de Ardennen                         | Elle-même                 |            |
| 2004       | K3 en het Magische Medaillon              | Elle-même                 |            |
| 2006       | K3 en het Ijsprinsesje                    | Elle-même                 |            |
| 2006       | Pat le Pirate                             | la plante carnivore jaune | voix       |
| 2007       | K3 en de Kattenprins                      | Elle-même                 |            |
| 2007       | K3 in de sneeuw                           | Elle-même                 |            |
| 2012       | Sint & Diego en de magische bron van Myra | la mère                   |            |
| Télévision |                                           |                           |            |
| Année      | Titre                                     | Rôle                      | Notes      |
| 1999       | Euosong 1999                              | Elle-même                 | 1 épisode  |
| 2000       | Samson & Gert                             | Elle-même                 | 1 épisode  |
| 2000-2005  | Top of the Pops NL                        | Elle-même                 | 9 épisodes |
| 2002       | Samson & Gert                             | Elle-même                 | 1 épisode  |
| 2003–2009  | De Wereld van K3                          | Elle-même                 | Talkshow   |
| 2009-2010  | Ranking the stars                         | Elle-même                 | 8 épisodes |
| 2009       | K2 zoekt K3                               | Elle-même                 | 1 épisode  |
| 2009       | Hit the road                              | Elle-même                 | 3 épisodes |
| 2009       | Junior Eurosong 2009                      | Elle-même                 | 1 épisode  |
| 2010       | My name is...                             | Elle-même                 | 1 épisode  |
| 2012       | Junior Eurosong 2012                      | Elle-même                 | 1 épisode  |
| 2013       | Vlaanderen muziekland                     | Elle-même                 |            |
| 2013       | Op stap met Dirk Scheele                  | Elle-même                 |            |

## Discographie

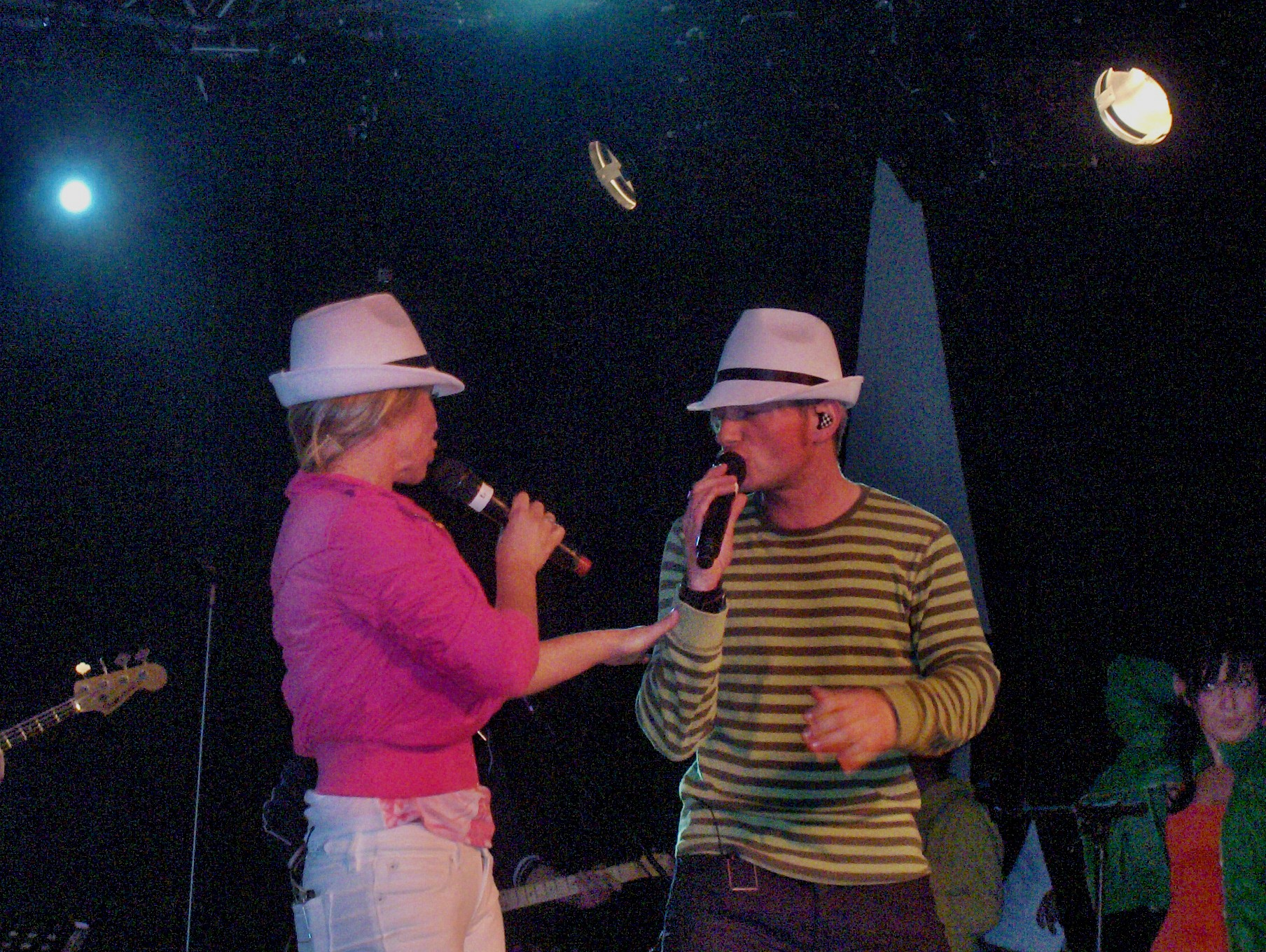
Kathleen Aerts en concert avec Kentetband

### Singles
Voir la discographie de K3 pour sa participation dans le groupe.
| Année | Titre                    | BE | NL |
| ----- | ------------------------ | -- | -- |
| 2009  | Zumba Yade               | 11 | 3  |
| 2012  | De sinterklaas polonaise | 14 | –  |
| 2012  | Feest voor iedereen      | –  | 59 |
| 2013  | Hey Chicke               | 15 | –  |
| 2013  | Vliegen                  | 45 | –  |

### Albums
| Année | Titre                | BE | NL |
| ----- | -------------------- | -- | -- |
| 2009  | Kathleen in symfonie | 21 | –  |
| 2012  | Dag Sinterklaasje    | 14 | 53 |
| 2013  | Vlinders             |    |    |